# Терри, Альберто
Альберто Терри Ариас-Шрайбер (исп. Alberto Terry Arias-Schereiber; 16 мая 1929, Лима — 7 февраля или 5 февраля 2006, Лима) — перуанский футболист, нападающий.

## Карьера
Альберто Терри родился в Лиме, в районе Мирафлорес. Когда он подрос, он стал вести уличную жизнь, включавшую вечеринки, уличные танцы, ставки, алкоголь и женщин. Родители, желавшие хорошего будущего для сына, приняли решение отдать его в Военный колледж. Но там Альберто провёл недолгое время, предпочтя карьеру футболиста, карьере профессионального военного.
Он пришёл в клуб «Университарио» в 1947 году. Первоначального на тренировках его ставили на позицию защитника. Но когда он забил два гола в одной из игр, перевели в нападение. Спустя 10 дней после перевода, Терри дебютировал в основном составе клуба в матче со «Спортинг Табако». С 1948 года он стал регулярно выступать за основной состав команды. Нападающий быстро стал игроком основного состава, а после ухода из футбола Теодоро Фернандеса являлся лидером и главной звездой команды. Футболисту неоднократно поступали предложения о переходе от различных зарубежных команд, в частности, от бразильского «Флуминенсе», аргентинского «Боки Хуниорс» испанской «Барселоны» и итальянского «Лацио». Но Терри на все предложения отвечал отказом, говоря: «Ничто не оттолкнёт меня от Лимы... ведь Лима красивее Парижа», Рима и Буэнос-Айреса. Всего за клуб игрок провёл 181 матч и забил 102 гола. Летом 1960 года Альберто перешёл в клуб «Спортинг Кристал». Трансфер форварда стал самым дорогим в истории перуанского футбола на тот момент. но там выступал недолго и в конце 1961 года завершил карьеру. Сам он сказал об этом: «Если бы я выступал за „Университарио“, я мог бы спокойно выступать ещё три года…потому что я чувствовал жар от трибун. С „Кристалом“ было по-другому». За «Спортинг» нападающий сыграл 29 встреч и забил 13 голов.
Завершив игровую карьеру, Терри устроился работать футбольным комментатором. Также он снимался в рекламе и имел бизнес, связанный с футболом.  Терри умер 5 февраля 2006 года от рака лёгких.

## Международная статистика
| Матчи Альберто Терри за сборную Перу | Матчи Альберто Терри за сборную Перу | Матчи Альберто Терри за сборную Перу | Матчи Альберто Терри за сборную Перу | Матчи Альберто Терри за сборную Перу | Матчи Альберто Терри за сборную Перу | Матчи Альберто Терри за сборную Перу |
| ------------------------------------ | ------------------------------------ | ------------------------------------ | ------------------------------------ | ------------------------------------ | ------------------------------------ | ------------------------------------ |
| №                                    | Дата                                 | Место проведения                     | Оппонент                             | Счёт                                 | Голы                                 | Турнир                               |
| 1                                    | 8 марта 1953                         | Лима                                 | Парагвай                             | 2:2                                  | 1                                    | Чемпионат Южной Америки              |
| 2                                    | 19 марта 1953                        | Лима                                 | Бразилия                             | 1:0                                  | -                                    | Чемпионат Южной Америки              |
| 3                                    | 28 марта 1953                        | Лима                                 | Уругвай                              | 0:3                                  | -                                    | Чемпионат Южной Америки              |
| 4                                    | 26 июля 1953                         | Лима                                 | Чили                                 | 1:2                                  | -                                    | Кубок Пасифико                       |
| 5                                    | 28 июля 1953                         | Лима                                 | Чили                                 | 5:0                                  | 2                                    | Кубок Пасифико                       |
| 6                                    | 17 сентября 1954                     | Сантьяго                             | Чили                                 | 1:2                                  | -                                    | Кубок Пасифико                       |
| 7                                    | 19 сентября 1954                     | Сантьяго                             | Чили                                 | 4:2                                  | 1                                    | Кубок Пасифико                       |
| 8                                    | 6 марта 1955                         | Сантьяго                             | Чили                                 | 4:5                                  | -                                    | Чемпионат Южной Америки              |
| 9                                    | 16 марта 1955                        | Сантьяго                             | Аргентина                            | 2:2                                  | -                                    | Чемпионат Южной Америки              |
| 10                                   | 23 марта 1955                        | Сантьяго                             | Парагвай                             | 1:1                                  | 1                                    | Чемпионат Южной Америки              |
| 11                                   | 22 января 1956                       | Монтевидео                           | Аргентина                            | 1:2                                  | -                                    | Чемпионат Южной Америки              |
| 12                                   | 5 февраля 1956                       | Монтевидео                           | Парагвай                             | 1:1                                  | -                                    | Чемпионат Южной Америки              |
| 13                                   | 10 марта 1957                        | Лима                                 | Эквадор                              | 2:1                                  | 2                                    | Чемпионат Южной Америки              |
| 14                                   | 16 марта 1957                        | Лима                                 | Чили                                 | 1:0                                  | -                                    | Чемпионат Южной Америки              |
| 15                                   | 23 марта 1957                        | Лима                                 | Уругвай                              | 3:5                                  | 1                                    | Чемпионат Южной Америки              |
| 16                                   | 27 марта 1957                        | Лима                                 | Колумбия                             | 4:1                                  | 1                                    | Чемпионат Южной Америки              |
| 17                                   | 31 марта 1957                        | Лима                                 | Бразилия                             | 0:1                                  | -                                    | Чемпионат Южной Америки              |
| 18                                   | 6 апреля 1957                        | Лима                                 | Аргентина                            | 2:1                                  | 1                                    | Чемпионат Южной Америки              |
| 19                                   | 13 апреля 1957                       | Лима                                 | Бразилия                             | 1:1                                  | 1                                    | Квалификация чемпионата мира         |
| 20                                   | 21 апреля 1957                       | Рио-де-Жанейро                       | Бразилия                             | 0:1                                  | -                                    | Квалификация чемпионата мира         |
| 21                                   | 10 марта 1959                        | Буэнос-Айрес                         | Бразилия                             | 2:2                                  | -                                    | Чемпионат Южной Америки              |
| 22                                   | 14 марта 1959                        | Буэнос-Айрес                         | Уругвай                              | 5:3                                  | -                                    | Чемпионат Южной Америки              |
| 23                                   | 18 марта 1959                        | Буэнос-Айрес                         | Аргентина                            | 1:3                                  | 1                                    | Чемпионат Южной Америки              |
| 24                                   | 21 марта 1959                        | Буэнос-Айрес                         | Чили                                 | 1:1                                  | -                                    | Чемпионат Южной Америки              |
| 25                                   | 29 марта 1959                        | Буэнос-Айрес                         | Боливия                              | 0:0                                  | -                                    | Чемпионат Южной Америки              |

## Достижения

### Командные
- Чемпион Перу: 1949, 1961
- Обладатель Кубка Пасифико: 1953, 1954

### Личные
- Лучший бомбардир чемпионата Перу: 1950 (16 голов)